# 石谷榮清
石谷 榮清（いしがや よしきよ）は、江戸時代の旗本。

## 生涯
元禄16年（1703年）7月22日、祖父の石谷武清の家を継ぎ小普請となった。（父である石谷清成は、これ以前に死去している。）　同年8月12日、初めて徳川綱吉に拝謁した。宝永2年（1705年）5月、甲斐国の領地を遠江国榛原・城東両郡に移された。享保3年（1718年）3月16日、御小姓組の番士となった。享保9年（1724年）5月、下総国岡田郡の領地を割って、下野国河内郡に移された。

## 子女
- 石谷眞清

父である榮清の遺跡を継いだ。
- 女子

徳永頼母昌主の妻。